# Renata Cífková
Renata Cífková (* 9. dubna 1955, Praha) je česká kardioložka, v Thomayerově nemocnici v Praze vede Centrum kardiovaskulární prevence. V roce 2018 se zařadila na seznam nejcitovanějších vědců světa. Je též vedena v Stanfordském celosvětovém seznamu 2% nejcitovanějších vědců úhrnem za celou dosavadní
kariéru.
Zaměřuje se na prevenci a léčbu vysokého krevního tlaku a na sekundární prevenci cévních mozkových příhod a kardiovaskulárních onemocnění u pacientů po onkologických onemocněních. Vyučuje na 1. lékařské fakultě Univerzity Karlovy.

## Život
Absolvovala Fakultu všeobecného lékařství UK. Šest let pak pracovala v IKEMu. Dva a půl roku strávila na postdoktorálním pobytu na Memorial University St. John’s v Newfoundlandu v Kanadě.
Od roku 1992 byla přednostkou Pracoviště preventivní kardiologie IKEM. Od roku 2010 je vedoucí Centra kardiovaskulární prevence 1. LF UK a Thomayerovy nemocnice v Praze.

## Ocenění
- Stříbrná pamětní medaile Senátu (2019) – za celoživotní přínos v oboru kardiologie[4]
- Cena Petera Sleighta za přínos výzkumu v oblasti hypertenze a prevence kardiovaskulárních onemocnění[1]